# Arslan Maraimbekow
Arslan Maraimbekow (kirgisisch Арслан Мараимбеков; * 26. April 1994) ist ein kirgisischer Eishockeytorwart, der für die Mannschaft der kirgisischen Staatsbahn Kyrgys Temir Dscholu in der kirgisischen Eishockeyliga spielt.

## Karriere
Arslan Maraimbekow spielt als Eishockeytorwart in der Mannschaft der kirgisischen Staatsbahn Kyrgys Temir Dscholu aus der Hauptstadt Bischkek in der kirgisischen Eishockeyliga.

### International
Maraimbekow stand erstmals bei der Weltmeisterschaft 2023 der Division III, als er ohne Gegentor sowohl die höchste Fangquote als auch den geringsten Gegentorschnitt erreichte, im Tor Kirgisistans. Auch bei der Weltmeisterschaft 2024 spielte er in der Division III. Zudem vertrat er seine Farben bei den Winter-Asienspielen 2025.

## Erfolge und Auszeichnungen
- 2023 Aufstieg in die Division III, Gruppe A, bei der Weltmeisterschaft der Division III, Gruppe B
- 2023 Höchste Fangquote und geringster Gegentorschnitt der Weltmeisterschaft der Division III, Gruppe B